# Restrepia nittiorhyncha
Restrepia nittiorhyncha là một loài lan đặc hữu của Colombia.

## Hình ảnh

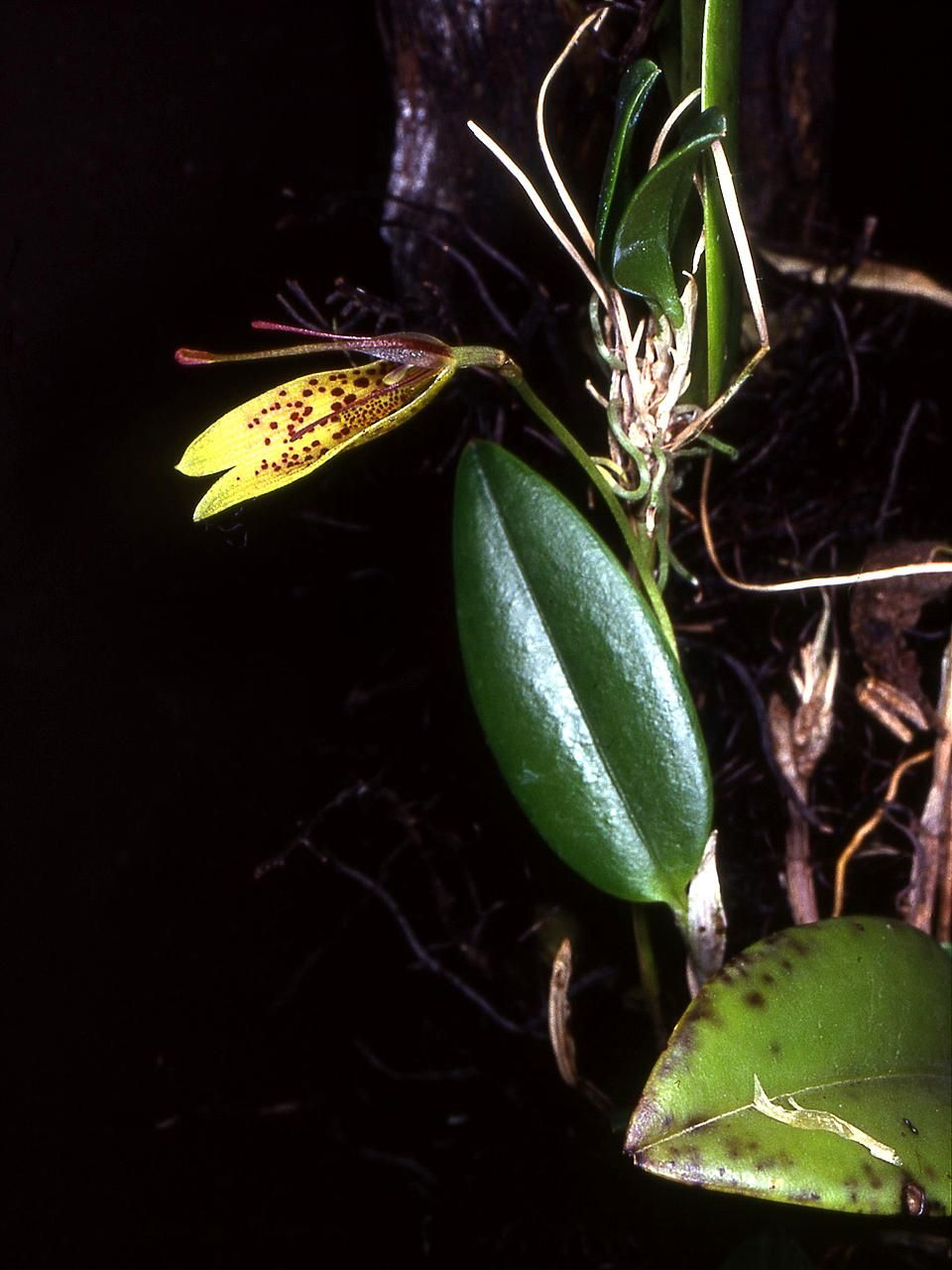